# Records d'Argentine d'athlétisme
Les records d'Argentine d'athlétisme sont les meilleures performances réalisées par des athlètes argentins et homologuées par la Fédération argentine d'athlétisme (CADA).

## Plein air

### Hommes
| Épreuve              | Record | Athlète                                                                                     | Date              | Compétition                            | Lieu          | Réf.   |
| -------------------- | --- | ------------------------------------------------------------------------------------------- | ----------------- | -------------------------------------- | ------------- | ------ |
| 100 m                | 10 s 11 (+ 0,5 m/s) | Franco Florio                                                                               | 22 septembre 2022 | Championnats d'Amérique du Sud U23     | Cascavel      | [ 1 ]  |
| 200 m                | 20 s 37 (+ 0,7 m/s) | Carlos Gats                                                                                 | 18 juillet 1998   | Championnats ibéro-américains          | Lisbonne      |        |
| 400 m                | 44 s 53 | Elián Larregina                                                                             | 19 juillet 2025   | Meeting de Madrid                      | Madrid        | [ 2 ]  |
| 800 m                | 1 min 46 s 01 | Luis Migueles                                                                               | 14 juin 1986      |                                        | Bratislava    |        |
| 1 500 m              | 3 min 36 s 18 | Federico Bruno                                                                              | 29 juin 2021      | Memorial José Antonio Cansino          | Castellón     | [ 3 ]  |
| Mile                 | 3 min 59 s 27 | Federico Bruno                                                                              | 18 juin 2021      |                                        | Concordia     |        |
| 3 000 m              | 7 min 49 s 54 | Javier Carriqueo                                                                            | 4 août 2009       |                                        | Mataró        |        |
| 5 000 m              | 13 min 11 s 57 | Federico Bruno                                                                              | 21 avril 2023     | Payton Jordan Invitational             | Stanford      | [ 4 ]  |
| 10 000 m             | 27 min 38 s 72 | Antonio Silio                                                                               | 26 septembre 1993 | Mémorial Van Damme                     | Bruxelles     |        |
| Semi-marathon        | 1 h 0 min 45 s | Antonio Silio                                                                               | 27 septembre 1998 | Championnats du monde de semi-marathon | Uster         |        |
| Marathon             | 2 h 09 min 36 s | Joaquín Arbe                                                                                | 5 décembre 2021   | Marathon de Valence                    | Valence       | [ 5 ]  |
| 110 m haies          | 13 s 74 (1,0 m/s) | Agustín Carrera                                                                             | 26 janvier 2014   | Pre Odesur I                           | Buenos Aires  | [ 6 ]  |
| 110 m haies          | 13 s 74 (-1,5 m/s) | Agustín Carrera                                                                             | 2 août 2014       | Championnats ibéro-américains          | São Paulo     | [ 7 ]  |
| 400 m haies          | 49 s 28 | Guillermo Ruggeri                                                                           | 6 juin 2018       | Jeux sud-américains                    | Cochabamba    | [ 8 ]  |
| 3 000 m steeple      | 8 min 25 s 63 | Marcelo Cascabelo                                                                           | 4 juin 1989       | Coupe d'Europe des clubs               | Belgrade      | [ 9 ]  |
| Saut en hauteur      | 2,25 m A | Fernando Pastoriza                                                                          | 23 juillet 1988   | Championnats ibéro-américains          | Mexico        |        |
| Saut en hauteur      | 2,25 m | Erasmo Jara                                                                                 | 11 mai 2002       |                                        | Rosario       |        |
| Saut en hauteur      | 2,25 m | Carlos Layoy                                                                                | 6 juin 2018       | Jeux sud-américains                    | Cochabamba    | [ 8 ]  |
| Saut à la perche     | 5,75 m | Germán Chiaraviglio                                                                         | 21 juillet 2015   | Jeux panaméricains                     | Toronto       | [ 10 ] |
| Saut en longueur     | 7,77 m (+0,9 m/s) | Eric Kerwitz                                                                                | 6 décembre 2003   |                                        | Rosario       |        |
| Triple saut          | 16,51 m (+1,2 m/s) | Maximiliano Díaz                                                                            | 4 juin 2011       | Championnats d'Amérique du Sud         | Buenos Aires  | [ 11 ] |
| Lancer du poids      | 21,26 m | Germán Lauro                                                                                | 10 mai 2013       | Qatar Athletic Super Grand Prix        | Doha          | [ 12 ] |
| Lancer du disque     | 66,32 m (AR) | Jorge Balliengo                                                                             | 15 avril 2006     |                                        | Rosario       | [ 13 ] |
| Lancer du marteau    | 77,69 m | Joaquín Gómez                                                                               | 25 avril 2025     | Championnats d'Amérique du Sud         | Mar del Plata | [ 14 ] |
| Lancer du javelot    | 83,32 m | Braian Toledo                                                                               | 24 août 2015      | Championnats du monde                  | Pékin         | [ 15 ] |
| Décathlon            | 8 291 pts (m) A | Tito Steiner                                                                                | 22-23 juin 1983   |                                        | Provo         | [ 16 ] |
| Décathlon            | 10 s 8 (100 m), 7,45 m (longueur), 16,35 m (poids), 2,04 m (hauteur), 49 s 0 (400 m) / 14 s 1 (110 m haies), 50,02 m (disque), 4,56 m (perche), 61,50 m (javelot), 4 min 51 s 6 (1 500 m) |                                                                                             |                   |                                        |               |        |
| 20 km marche (route) | 1 h 22 min 10 s | Juan Manuel Cano                                                                            | 4 août 2012       | Jeux olympiques                        | Londres       | [ 17 ] |
| 35 km marche (route) | 2 h 39 min 56 s | Juan Manuel Cano                                                                            | 14 octobre 2022   | Jeux sud-américains                    | Asuncion      |        |
| 50 km marche (route) | 4 h 17 min 03 s | Jorge Loréfice Benjamín Loréfice                                                            | 3 novembre 1991   |                                        | Mar del Plata |        |
| 4 × 100 m            | 39 s 48 | Équipe nationale Tomás Pablo Mondino Bautista Diamante Juan Ignacio Ciampitti Franco Florio | 3 novembre 2023   | Jeux panaméricains                     | Santiago      | [ 18 ] |
| 4 × 400 m            | 3 min 4 s 39 | Équipe nationale Pedro Emmert Bruno De Genaro Matías Falchetti Elián Larregina              | 1er octobre 2022  | Championnats d'Amérique du Sud U23     | Cascavel      | [ 19 ] |

### Femmes
| Épreuve              | Record | Athlète                                                                                            | Date                      | Compétition                                     | Lieu                       | Réf.   |
| -------------------- | --- | -------------------------------------------------------------------------------------------------- | ------------------------- | ----------------------------------------------- | -------------------------- | ------ |
| 100 m                | 11 s 40 A (+1,7 m/s) | Victoria Woodward                                                                                  | 13 mai 2018               | Torneo Julia Iriarte                            | Cochabamba                 | [ 20 ] |
| 200 m                | 22 s 94 A | Beatriz Allocco                                                                                    | 11 novembre 1978          | Southern Cross Games                            | La Paz                     |        |
| 400 m                | 52 s 50 | Olga Conte                                                                                         | 22 mars 1997              | Championnats d'Argentine                        | Buenos Aires               |        |
| 800 m                | 2 min 2 s 75 | Martina Escudero                                                                                   | 22 juin 2024              |                                                 | Ordizia                    | [ 21 ] |
| 1 500 m              | 4 min 10 s 92 | Micaela Levaggi                                                                                    | 5 juillet 2025            |                                                 | Ordizia                    | [ 22 ] |
| Mile                 | 4 min 37 s 14 | Mariana Borelli                                                                                    | 20 novembre 2021          |                                                 | Mar del Plata              |        |
| 3 000 m              | 8 min 53 s 89 | Florencia Borelli                                                                                  | 29 juillet 2022           | Murphey Classic                                 | Memphis                    | [ 23 ] |
| 5 000 m              | 15 min 23 s 83 | Florencia Borelli                                                                                  | 3 juin 2022               |                                                 | Manchester                 | [ 24 ] |
| 10 000 m             | 31 min 33 s 07 (AR) | Florencia Borelli                                                                                  | 16 mars 2024              | The TEN                                         | San Juan Capistrano        | [ 25 ] |
| Semi-marathon        | 1 h 09 min 28 s (AR) | Florencia Borelli                                                                                  | 27 août 2023              |                                                 | Buenos Aires               | [ 26 ] |
| Marathon             | 2 h 24 min 18 s (AR) | Florencia Borelli                                                                                  | 18 février 2024           | Marathon de Séville                             | Séville                    | [ 27 ] |
| 100 m haies          | 13 s 28 (+1,2 m/s) | Verónica Depaoli                                                                                   | 30 juillet 1999           | Jeux panaméricains                              | Winnipeg                   |        |
| 400 m haies          | 55 s 88 | Fiorella Chiappe                                                                                   | 8 juillet 2018            | Championnats de Belgique                        | Bruxelles                  | [ 28 ] |
| 3 000 m steeple      | 9 min 25 s 99 | Belén Casetta                                                                                      | 11 août 2017              | Championnats du monde                           | Londres                    | [ 29 ] |
| Saut en hauteur      | 1,96 m (AR) | Solange Witteveen                                                                                  | 8 septembre 1997          |                                                 | Oristano                   |        |
| Saut à la perche     | 4,43 m | Alejandra García                                                                                   | 3 avril 2004              |                                                 | Santa Fe                   |        |
| Saut en longueur     | 6,61 m (+1,5 m/s) 6,61 m (+2,0 m/s) | Andrea Ávila                                                                                       | 23 mai 1993 10 avril 1999 |                                                 | Buenos Aires Mar del Plata |        |
| Triple saut          | 13,91 m (+1,3 m/s) | Andrea Ávila                                                                                       | 3 juillet 1993            | Championnats d'Amérique du Sud                  | Lima                       |        |
| Lancer du poids      | 16,59 m | Rocío Comba                                                                                        | 22 juillet 2006           | FPA                                             | São Caetano do Sul         |        |
| Lancer du disque     | 62,77 m | Rocío Comba                                                                                        | 12 mai 2013               | Grande Premio Brasil Caixa de Atletismo         | Belém                      | [ 30 ] |
| Lancer du marteau    | 73,74 m (AR) | Jennifer Dahlgren                                                                                  | 10 avril 2010             | Rumbo al Nacional                               | Buenos Aires               | [ 31 ] |
| Lancer du javelot    | 56,18 m | Romina Maggi                                                                                       | 14 avril 2004             |                                                 | Rosario                    |        |
| Heptathlon           | 5 815 pts | Fiorella Chiappe                                                                                   | 4-5 mars 2017             | Championnats d'Argentine des épreuves combinées | Buenos Aires               | [ 32 ] |
| Heptathlon           | 13 s 72 (+0,2 m/s) (100 m haies), 1,76 m (hauteur), 11,33 m (poids), 24 s 70 (+2,7 m/s) (200 m) / 6,25 m (+0,5 m/s) (longueur), 33,41 m (javelot), 2 min 16 s 68 (800 m) | |                           |                                                 |                            |        |
| 20 km marche (route) | 1 h 48 min 30 s | Lidia Ojeda de Carriego                                                                            | 16 septembre 1990         |                                                 | Buenos Aires               |        |
| 4 × 100 m            | 44 s 72 | Équipe nationale Belén Fritzsche María Florencia Lamboglia Melanie Rosalez María Victoria Woodward | 2 novembre 2023           | Jeux panaméricains                              | Santiago                   | [ 33 ] |
| 4 × 400 m            | 3 min 35 s 96 | Équipe nationale Fiorella Chiappe Maria Ayelen Diogo Noelia Anahi Martinez Valeria Mariana Baron   | 8 juin 2018               | Jeux sud-américains                             | Cochabamba                 | [ 8 ]  |

## Salle

### Hommes
| Épreuve    | Record | Athlète         | Date           | Compétition                             | Lieu       | Réf.   |
| ---------- | ------ | --------------- | -------------- | --------------------------------------- | ---------- | ------ |
| 60 m haies | 7 s 87 | Agustín Carrera | 2 février 2020 | Championnats d'Amérique du Sud en salle | Cochabamba | [ 34 ] |

### Femmes
| Épreuve | Record  | Athlète        | Date           | Compétition                             | Lieu       | Réf.   |
| ------- | ------- | -------------- | -------------- | --------------------------------------- | ---------- | ------ |
| 400 m   | 47 s 52 | Elian Laregina | 2 février 2020 | Championnats d'Amérique du Sud en salle | Cochabamba | [ 34 ] |